# 黃俊傑 (畫家)
黃俊傑（1992年9月13日—）是一名台灣畫家。彰化縣鹿港鎮人，高中畢業於國立嘉義高中，大學畢業於台北藝術大學美術系。
擅用特殊技法並展現於藝術作品中，以油畫、水彩、雕塑及炭筆作為創作媒材，現為鹿港駐村藝術家中最年輕的一人。曾獲2016台灣世界水彩大賽銅牌。此外，黃俊傑的作品亦曾入選第十七及十八屆磺溪美展，並在第十八屆磺溪美展的油畫水彩展中獲首獎。

## 外部連結
- 黃俊傑Facebook